# Inés Gorrochategui
Inés Gorrochategui (Córdoba, 13 giugno 1973) è un'ex tennista argentina.

## Carriera
Ottiene buoni risultati a livello giovanile, al Roland Garros 1989 raggiunge la semifinale del doppio ragazze in coppia con Radka Bobková, nel 1991 arriva in finale del Trofeo Bonfiglio insieme a Rita Grande mentre all'Open di Francia 1991 raggiunge la finale sia del singolare che del doppio ragazze perdendo la prima in tre set contro Anna Smashnova ma vincendo in coppia con Eva Bes.
Tra le professioniste ottiene i risultati migliori nel doppio, in questa disciplina vince sette titoli WTA e raggiunge una finale Slam agli US Open 1993 insieme a Amanda Coetzer. Sempre insieme alla Coetzer arriva in semifinale al Roland Garros nel 1993 e 1994.
In singolare è avanzata fino ai quarti di finale al Roland Garros 1994 dove viene sconfitta da Steffi Graf mentre raggiunge tre finali WTA senza tuttavia conquistare il titolo.
In Fed Cup ha giocato diciassette match con la squadra argentina vincendone quattordici.

## Vittorie contro giocatrici top 10
| Stagione | 1994 | Totale |
| -------- | ---- | ------ |
| Vittorie | 2    | 2      |

| #    | Giocatrice          | Ranking | Evento                         | Superficie  | Turno | Punteggio     | Rank. NPR |
| ---- | ------------------- | ------- | ------------------------------ | ----------- | ----- | ------------- | --------- |
| 1994 |                     |         |                                |             |       |               |           |
| 1.   | Martina Navrátilová | 4       | Family Circle Cup, Hilton Head | Terra verde | 2T    | 4-6, 7-5, 7-5 | 52        |
| 2.   | Nataša Zvereva      | 9       | WTA German Open, Berlino       | Terra rossa | 2T    | 7-6(3), rit.  | 47        |